# Philippe Goffin
Philippe Goffin (Rocourt, 1 de abril de 1967) es un político belga que se desempeñó como Ministro de Relaciones Exteriores y Ministro de Defensa del 30 de noviembre de 2019 al 1 de octubre de 2020.

## Trayectoria
En las elecciones federales del 26 de mayo de 2019, se presentó en la provincia de Lieja, en 3.º lugar en la lista del Movimiento Reformista (MR) encabezada por Daniel Bacquelaine . Fue reelegido miembro de la Cámara con 14.717 votos. El 12 de noviembre de 2019, tras la salida de Charles Michel de la presidencia del MR, se presentó a las elecciones internas del partido, pero fracasó en la primera vuelta.
El 30 de noviembre de 2019 ingresó al gobierno federal como Ministro de Asuntos Exteriores y Ministro de Defensa, en sustitución de Didier Reynders, que pasó a ser miembro de la Comisión Europea encabezada por Ursula von der Leyen, ocupando la cartera de Justicia.
En agosto de 2020, Goffin dijo que acogía con satisfacción el acuerdo de normalización entre Israel y los Emiratos Árabes Unidos como un paso hacia un Oriente Medio pacífico y añadió que la suspensión de la propuesta de anexión israelí de Cisjordania debe ir seguida de la solución de dos Estados.